# Standard Performance Evaluation Corporation
Standard Performance Evaluation Corporation (SPEC) — некоммерческая организация, главной целью которой является разработка и публикация наборов тестов, предназначенных для измерения производительности компьютеров. Тестовые пакеты SPEC являются стандартами для оценки производительности современных компьютерных систем.
SPEC была учреждена в 1988 году крупнейшими производителями компьютерного оборудования. Со временем, SPEC развилась в многоуровневую корпорацию, включающую 4 группы: основной комитет (англ. Open Systems Group),  группа тестирования графики (англ. Graphics and Workstation Performance Group), группа высокопроизводительных вычислений (англ. High Performance Group) и исследовательский отдел (англ. Research Group). Стать членом SPEC может любая организация, уплатившая вступительный взнос. В настоящее время, в состав SPEC входят более 100 производителей вычислительной техники и ПО, университетов и исследовательских центров.

## Тестовые пакеты
Тесты SPEС создаются на основе кода, поступающего из разных источников и максимально приближены к насущным жизненным проблемам. К примеру, пакет тестов для Java тестирует как простейшие вычисления (SPECjbb), так и всю систему в целом, включая Java EE, базу данных, диск и сеть. Набор тестов SPEC CPU для тестирования процессоров включает в себя компилятор gcc, химическую программу GAMESS, программу для предсказания погоды WRF и утилиты для решения задач молекулярной и гидродинамики.
Тестовые пакеты SPEC написаны на нейтральных языках программирования (C, Java и Fortran) и поставляются в виде исходных кодов, что позволяет портировать тесты на множество платформ.